# Bullom-Sherbro

Karte der Ethnien in Sierra Leone; die Sherbro-Gebiete in Braun

Die Sherbro oder auch Bullom (bzw. Bullom-Sherbro) sind ein Volk in Sierra Leone, das als eines der ersten schwarzafrikanischen Völker überhaupt intensiven Kontakt mit europäischen Händlern hatte. Ihr Heimatgebiet ist die Insel Sherbro vor der Küste des Landes sowie die angrenzenden Gebiete auf dem Festland. Knapp 135.000 Einwohner oder 1,9 Prozent der Gesamtbevölkerung (Stand 2015) sind Sherbro.
Der Großteil der Bullom gehört dem christlichen Glauben an. Die Bullom-Sherbro sprechen die stark bedrohten Sprachen Bullom und Sherbro.

## Geschichte
Die Bullom-Sherbro leben im Gebiet des heutigen Sierra Leone mindestens seit dem 15. Jahrhundert. Zu dieser Zeit hatten portugiesische Entdecker das erste Mal Kontakt mit ihnen. Die Ehe zwischen einer Bullom-Sherbro und einem der portugiesischen Seefahrer führte zur ersten Afro-Portugiesischen Gruppierung in Afrika. Diese Gruppe führte lange Zeit den Handel zwischen Westafrika und Europa an.
Um 1620 gelangten die Engländer nach Sierra Leone. Zwischen ihnen und den lokalen Stämmen entwickelte sich ein sehr enges Verhältnis. Die späteren Kolonialherren begannen damit in einflussreiche Bullom-Sherbro-Familien einzuheiraten. Zu den bekanntesten gehörten die Clans der Tucker, Caulkers, Rogerse und Clevelands. In nur wenigen Jahren stiegen diese Familien zu wichtigen Handelspartnern auf und vergrößerten das Stammesgebiet.
Im 18. Jahrhundert zählten Sklaven zum wichtigsten Handelsgut der Clans. Allen voran die Tucker- und Caulker-Familien gewannen an Einfluss. Mit Unterstützung der Mende und weißer Sklavenjäger wurde der Handel ausgebaut. Mit Ausrufung der britischen Kolonie im heutigen Sierra Leone mussten sich die Bullom-Sherbro der britischen Gesetzgebung unterwerfen. Sie wurden nach und nach zurückgedrängt und ihre ursprüngliche Regierungsform der Chiefdoms verschwand. 1820 wurden die Caulkers von ihrem Stammesgebiet auf Banana Islands verjagt.

## Persönlichkeiten
- John Karefa-Smart (1915–2010), ehemaliger sierra-leonischer Politiker
- Peter L. Tucker (1927–2017), Mitglied der Tucker-Familie und Vorsitzender des Rates für Rassengleichheit in Großbritannien
- Thomas Caulker (1846–1859), Sohn des Königs von Bumpe
- Patricia Kabbah (1933–1998), verstorbene Ehefrau des ehemaligen sierra-leonischen Präsidenten Ahmad Tejan Kabbah